# هیروکی آرای (اتومبیلران)
هیروکی آرای (انگلیسی: Hiroki Arai؛ زادهٔ ۲ اوت ۱۹۹۳) راننده مسابقه‌ای اهل ژاپن است.